# 10119 Remarque
10119 Remarque este o planetă minoră (asteroid), cu un diametru de 14,257 km, din centura de asteroizi. A fost descoperită pe 18 decembrie 1992 la observatoire de la Côte d'Azur⁠(d) de Eric Walter Elst și a fost numită după Erich Maria Remarque. 
Obiectul prezintă o orbită caracterizată de o semiaxă mare de 3,1288599 UAi, o excentricitate de 0,14, o înclinație de 2,5181 ° în raport cu ecliptica.